# 中央情報局長官
中央情報局長官（ちゅうおうじょうほうきょくちょうかん、CIA長官、director of the Central Intelligence Agency (D/CIA))とは、アメリカ合衆国のインテリジェンス・コミュニティーの一部である中央情報局(CIA)の長である。
CIA長官の上官は国家情報長官(DNI)であり、CIA長官の下には中央情報局副長官(DD/CIA)がいる。長官は文民またはアメリカ軍の将官であり、上院の過半数の承認に基づき、DNIが推薦して大統領が任命する。
2017年2月、ドナルド・トランプ大統領はCIA長官を閣僚レベルに昇格させたが、次のジョー・バイデン大統領により元に戻された。しかし2023年7月にバイデン大統領はCIA長官を再び閣僚レベルに昇格させた。

## 歴史
1946年から2005年まで、中央情報長官(DCI)がインテリジェンス・コミュニティーとCIAの両方を統括していた。また、DCIは大統領の情報問題に関する補佐官でもあり、国家安全保障会議(NSC)の情報関係アドバイザーでもあった。2005年4月21日、DCIはCIAの統括のみを行うCIA長官に改められ、それ以外の任務は、新たに設置された国家情報長官(DNI)が担うことになった。
DCIは1946年にハリー・S・トルーマン大統領によって設置された。すなわち、1947年に設置されたCIAよりも前に設置されたものである。第二次世界大戦終了後、戦略情報局は解体され、その機能は国務省と陸軍省（現在の国防総省）に分割された。情報部門が分割されたことによる非効率性から、1946年、トルーマンはNSCの前身となる中央情報部(Central Intelligence Group, CIG)を設置した。1947年に制定された国家安全保障法により中央情報局、国家安全保障会議および中央情報長官が設置された。

## 継承順位
CIA長官が死亡、辞任、あるいは何らかの理由で職務を遂行できなくなった場合に、別の人物がその職務の代理を務める継承順位が以下の表のように定められている。その人物が既に別の代理を務めている場合、または連邦欠員改革法の規定による資格がない場合は、次の継承順位の人物が代理を務める。ただし、大統領は長官代理の任命の際に、特定の人物を継承順位のリストから外す権限を有する。
| 順位 | 役職                           |
| ---- | ------------------------------ |
| 1    | CIA副長官                      |
| 2    | 最高執行責任者                 |
| 3    | 作戦担当次官                   |
| 4    | 分析担当次官                   |
| 5    | 科学技術担当次官               |
| 6    | デジタルイノベーション担当次官 |
| 7    | 支援担当次官                   |
| 8    | 法務部長                       |
| 9    | 副最高執行責任者               |
| 10   | イギリス部門上級代表           |
| 11   | 東海岸部門上級代表             |
| 12   | 西海岸部門上級代表             |

## 歴代中央情報局長官
「通算」は中央情報長官からの通算の代数
| 代                     | 通算 | 氏名                          | 氏名                                     | 任期                          | 任命した大統領 | 任命した大統領        |
| ---------------------- | ---- | ----------------------------- | ---------------------------------------- | ----------------------------- | -------------- | --------------------- |
| これ以前は中央情報長官 |      |                               |                                          |                               |                |                       |
| 1                      | 19   |                               | ポーター・J・ゴス                        | 2005年4月21日 - 2006年5月5日  |                | ジョージ・W・ブッシュ |
| 2                      | 20   |                               | マイケル・ヘイデン                       | 2006年5月30日 - 2009年2月12日 |                | ジョージ・W・ブッシュ |
| 2                      | 20   | バラク・オバマ                | マイケル・ヘイデン                       | 2006年5月30日 - 2009年2月12日 |                |                       |
| 3                      | 21   |                               | レオン・パネッタ                         | 2009年2月13日 - 2011年6月30日 |                |                       |
| –                      | –    |                               | マイケル・モレル 代理（副長官）          | 2011年7月1日 - 2011年9月6日   |                |                       |
| 4                      | 22   |                               | デヴィッド・ペトレイアス                 | 2011年9月6日 - 2012年11月9日  |                |                       |
| –                      | –    |                               | マイケル・モレル 代理（副長官）          | 2012年11月9日 - 2013年3月8日  |                |                       |
| 5                      | 23   |                               | ジョン・オーウェン・ブレナン             | 2013年3月8日 - 2017年1月20日  |                |                       |
| –                      | –    |                               | メロエ・パーク 代理（事務局長）          | 2017年1月20日 - 2017年1月23日 |                | ドナルド・トランプ    |
| 6                      | 24   |                               | マイク・ポンペオ                         | 2017年1月23日 - 2018年4月26日 |                | ドナルド・トランプ    |
| 7                      | 25   |                               | ジーナ・ハスペル                         | 2018年4月26日 - 2018年5月21日 |                | ドナルド・トランプ    |
| 7                      | 25   | 2018年5月21日 - 2021年1月20日 | ジーナ・ハスペル                         |                               |                | ドナルド・トランプ    |
| –                      | –    |                               | デイヴィッド・S・コーエン 代理（副長官） | 2021年1月20日 - 2021年3月19日 |                | ジョー・バイデン      |
| 8                      | 26   |                               | ウィリアム・ジョセフ・バーンズ           | 2021年3月19日 - 2025年1月20日 |                | ジョー・バイデン      |
| 9                      | 27   |                               | ジョン・ラトクリフ                       | 2025年1月23日 - （現職）      |                | ドナルド・トランプ    |